# Aeropuerto de Rosita
El Aeropuerto Rosita (IATA: RFS, OACI: MNRT) es un aeropuerto que sirve al municipio de Rosita, en la Región Autónoma de la Costa Caribe Norte, Nicaragua.